# شيديرة ايزه
شيديرة ايزه (بالإنجليزية: Chidera Ezeh)‏ (2 أكتوبر 1997 بلاغوس في نيجيريا - ) هو لاعب كرة قدم نيجيري في مركز الهجوم. لعب مع نادي بورتو.

## وصلات خارجية
- شيديرة ايزه على موقع الاتحاد الدولي (مؤرشف)  (الإنجليزية)
- شيديرة ايزه على موقع قاعدة بيانات كرة القدم.إي يو (الإنجليزية)
- شيديرة ايزه على موقع Soccerway.com (الإنجليزية)
- شيديرة ايزه على موقع عالم كرة القدم.نت (الإنجليزية)